# Richard Newport
Richard Newport († 24. August 1318 in Ilford) war ein englischer Geistlicher. Ab 1317 war er Bischof von London.

## Herkunft und Aufstieg als Geistlicher
Die Herkunft von Richard Newport ist unbekannt. Möglicherweise entstammte er einer Familie der Gentry, die Besitzungen in Essex, Hertfordshire und Middlesex hatte und sich nach Newport in Essex benannte. Er wird erstmals im Testament von Bischof Richard of Gravesend erwähnt, das vom 12. September 1302 datiert ist. Danach war Newport Archidiakon von Colchester und diente dazu als Gravesends Offizial. Weiter war er Kanoniker an der Londoner St Paul’s Cathedral. Als Bischof Gravesend im Dezember 1303 starb, hatte Newport anstelle von Colchester das Archidiakonat von Middlesex übernommen. Er diente nun als einer der Testamentsvollstrecker des Bischofs und übernahm während der Vakanz der Diözese die geistliche Verwaltung. 1305 und 1306 diente Newport als Generalvikar des neuen Bischofs Ralph Baldock, dabei verkündete er mit am 5. Juni 1306 im Kirchhof von St Paul’s die Exkommunikation des schottischen Königs Robert Bruce wegen des Mordes an John Comyn. 1313 beauftragte ihn Walter Reynolds, Bischof von Worcester, einen Streit zwischen den Dominikanern und den säkularen Dozenten an der Universität Oxford zu schlichten.

## Bischof von London
1316 wurde Newport zum Dekan von St Paul’s gewählt, doch er trat das Amt nicht mehr an, vermutlich weil er bereits am 27. Januar 1317 zum Bischof der Diözese London gewählt wurde. König Eduard II. bestätigte die Wahl am 26. März, worauf Newport am 15. Mai in Canterbury von Erzbischof Walter Reynolds zum Bischof geweiht wurde. Im Konflikt zwischen dem König und dem Earl of Lancaster versuchte Newport mit einer Reihe von anderen Bischöfen, eine Einigung zu erzielen. Wie die anderen Bischöfe empfahl er im Juli 1318 den durch Verhandlungen in Leicester erarbeiteten Einigungsvorschlag, der im August 1318 zum Vertrag von Leake führte. Wenig später starb er jedoch unerwartet. Er wurde am 28. August 1318 in der St Paul’s Cathedral beigesetzt.
Bereits 1309 hatte Newport verfügt, dass zwei Priester für ihn Seelenämter halten sollten. 1315 übergab er dem Almosenier von St Paul’s ein Haus, in dem zwei Chorknaben bis zu zwei Jahre nach ihrem Stimmbruch leben durften.